# Pule (Mayong)
Pule is een bestuurslaag in het regentschap Japara van de provincie Midden-Java, Indonesië. Pule telt 2124 inwoners (volkstelling 2010).